# Marco Squarta
Marco Squarta (ur. 4 czerwca 1979 w Perugii) – włoski polityk, prawnik i samorządowiec, poseł do Parlamentu Europejskiego X kadencji.

## Życiorys
W 2004 ukończył studia prawnicze na Uniwersytecie w Perugii. Uzyskał uprawnienia adwokata, praktykował w tym zawodzie, pracował też w spółkach prawa handlowego.
Działał w Azione Giovani, młodzieżówce Sojuszu Narodowego; był dyrektorem krajowym tej organizacji. Pełnił funkcję zastępcy koordynatora regionalnego Ludu Wolności. Później związany z ugrupowaniem Bracia Włosi. W 2014 został wybrany na radnego regionalnego w Umbrii. W 2018 objął funkcję przewodniczącego frakcji radnych swojej partii, a po kolejnych wyborach z 2019 został przewodniczącym rady regionalnej. W wyborach w 2024 uzyskał mandat posła do Parlamentu Europejskiego X kadencji.